# Karl Olof Eneroth
Karl Olof Eneroth, född 2 november 1886 i Arboga stadsförsamling, Västmanlands län, död 12 november 1945 på Mörby lasarett, kyrkobokförd i Mörby, Danderyds församling, Stockholms län, var en svensk skogsman och professor
Eneroth blev extra jägmästare 1911 och var tillförordnad professor i skogsteknologi med mera vid Skogshögskolan 1915–1916. Han blev intendent vid Stora Kopparbergs Bergslags AB och var skogschef där 1920–1925. Han blev tillförordnad professor i skogsskötsel vid Skogshögskolan 1927 och ordinarie professor 1930. Eneroth gav ut ett flertal uppsatser i skogsekonomiska, skogsbiologiska och skogspolitiska ämnen, och medarbetade även vid utgivandet av handböcker i skogsteknologi. Särskilt sysslade han med frågan om betydelsen av skogsfröets härstamning.
Eneroth blev 1936 riddare av Nordstjärneorden och 1942 ledamot av Lantbruksakademien. Han är begravd på Danderyds kyrkogård.